# Oak Point Provincial Park
Oak Point Provincial Park är en park i Kanada.   Den ligger i provinsen New Brunswick, i den sydöstra delen av landet, 700 km öster om huvudstaden Ottawa. Oak Point Provincial Park ligger 7 meter över havet.
Terrängen runt Oak Point Provincial Park är huvudsakligen platt, men västerut är den kuperad. Oak Point Provincial Park ligger nere i en dal. Närmaste större samhälle är Quispamsis, 14,7 km sydost om Oak Point Provincial Park.
I omgivningarna runt Oak Point Provincial Park växer i huvudsak blandskog. Runt Oak Point Provincial Park är det glesbefolkat, med 11 invånare per kvadratkilometer.